# Osaka Metro堺筋線
堺筋線（さかいすじせん）は、大阪府大阪市北区の天神橋筋六丁目駅から同市西成区の天下茶屋駅までを結ぶ大阪市高速電気軌道 (Osaka Metro) の路線。正式名称は大阪市高速電気軌道第6号線と称し、『鉄道要覧』では6号線（堺筋線）と記載されている。駅番号を表す際に用いられる路線記号は「K」。阪急電鉄千里線・京都本線と相互直通運転を行っている。
路線愛称の由来は堺筋の地下を走ることから。ラインカラーは相互直通運転を行っている阪急線に合わせた茶色（ビビッドブラウン）である（阪急マルーンではない）。

## 概要
一直線に伸びる商店街では日本一の長さを持つ天神橋筋商店街の一筋西を併走する天神橋筋と、沿線に金融街や薬・繊維などの問屋街および電気街が広がる堺筋の地下を走る。四つ橋線・御堂筋線・谷町線とともに大阪市中心部の南北の交通を担っており、なかでも御堂筋線と堺筋線は大阪市都心部の船場・島之内を縦断する。また、相互直通している阪急千里線・京都本線と合わせて沿線の北摂（三島）地域や京都府内と大阪市都心部やミナミの繁華街を結ぶ役割も持つ。現在、関西大手私鉄の車両が大阪市都心部を縦断する唯一の南北路線でもある。Osaka Metroの地下鉄路線としては最短の路線であり、かつ初の架空電車線方式採用路線で、当路線の後に開業したリニア方式の長堀鶴見緑地線・今里筋線も架空電車線方式を採用している。
他の地下路線との交差部分は、北浜駅の京阪本線（京阪中之島線は別）や動物園前駅の御堂筋線を除き、堺筋線が上を通っている。堺筋線は、全ての駅が他の地下鉄路線および他の鉄道との乗り換え駅となっており（#駅一覧参照）、これもOsaka Metroの路線では唯一である。ただし、他の地下鉄路線の中で四つ橋線・今里筋線との乗り換え駅はない。
1993年に開業した動物園前駅 - 天下茶屋駅間においては、用地確保のため南海天王寺支線天下茶屋駅 - 今池町駅間の廃線跡を利用しているが、この区間では複線トンネルとしては空間が不足していたため、単線による上下2層式トンネルとなっている。

## 路線データ
- 路線距離（実キロ）：8.5 km（営業キロ（運賃計算キロ）では 8.1 km）
- 軌間：1435 mm
- 駅数：10駅（起終点駅含む）
- 複線区間：全線
- 電化区間：全線電化（直流 1500 V・架空電車線方式）
- 閉塞方式：自動閉塞式
- 保安装置：WS-ATC
  - 日本国内の架空電車線方式の路線でWS-ATCは本路線のみ。
- 最高速度：70 km/h[1]
- 編成両数：8両（1993年 - ）
- ホーム最大編成両数：8両
- 混雑率（天神橋筋六丁目・阪急線方面行き）：107.2%（2012年度：日本橋駅→長堀橋駅間）[3]
- 混雑率（天下茶屋方面行き）：84.9%（2012年度：南森町駅→北浜駅間）[3]

運賃計算には、東梅田駅 - 南森町駅 - 動物園前駅間のキロ数が、御堂筋線梅田駅 - 動物園前駅間と同じになるよう調整された営業キロに対応する区数を用いる。

## 運行形態

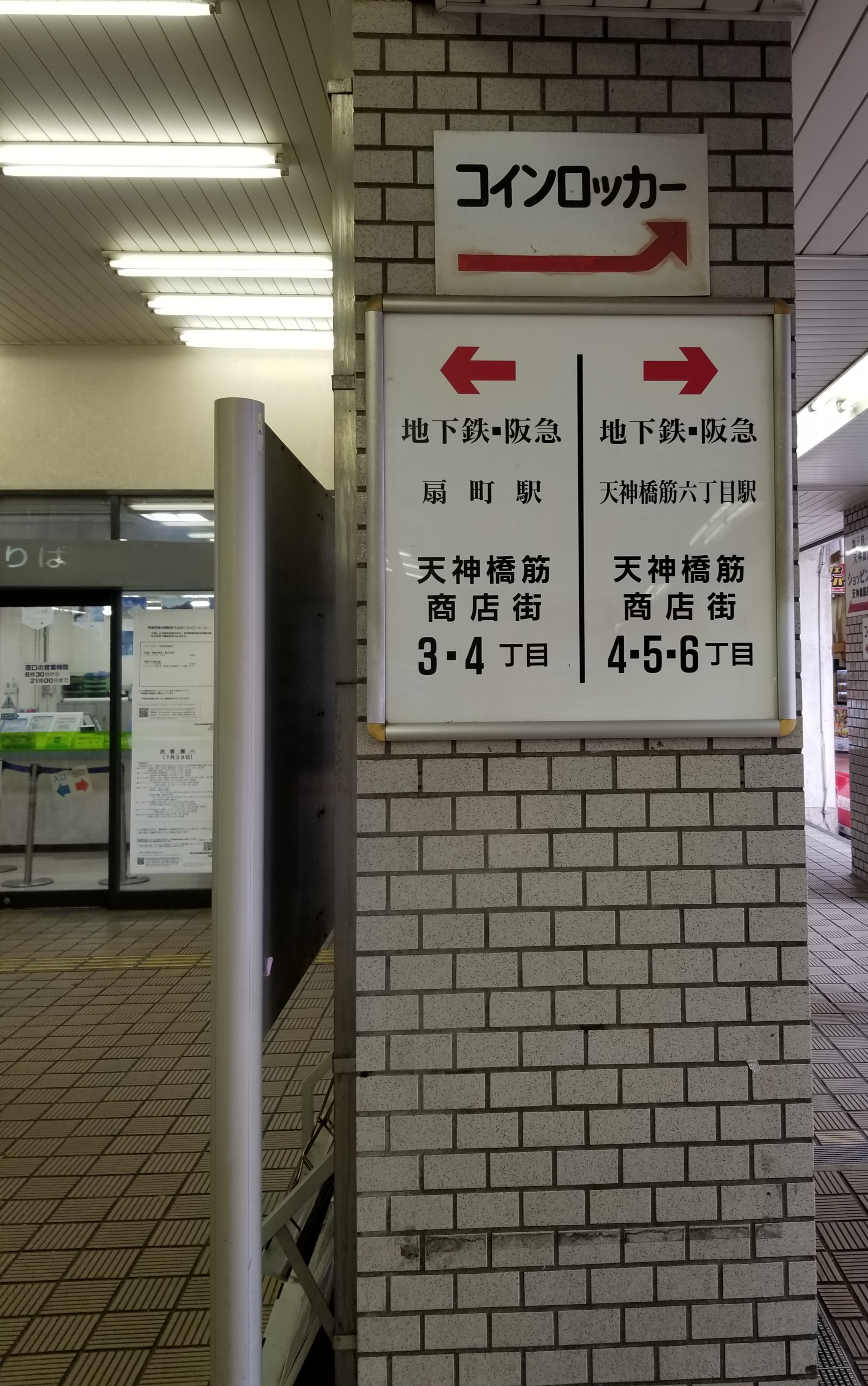
JR天満駅の扇町・天神橋筋六丁目両駅への方向を案内する掲示。堺筋線単独駅の扇町駅にも直通先の「阪急」の表記が見られる（2018年7月撮影）

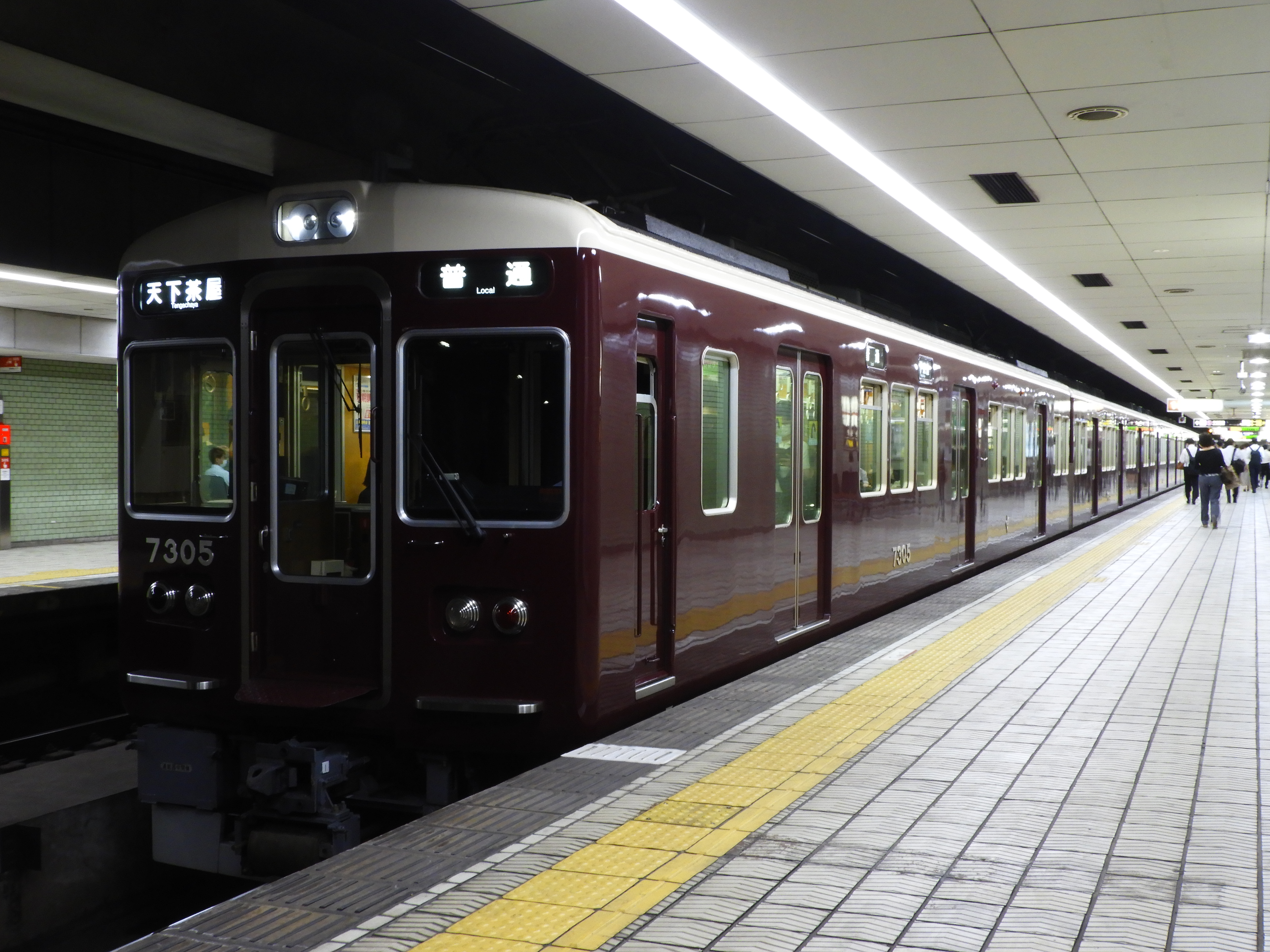
堺筋線に乗り入れる阪急車両（7300系）

### 定期列車
天神橋筋六丁目駅 - 天下茶屋駅間の堺筋線内折り返し列車が運転されているほか、天神橋筋六丁目駅からは阪急千里線北千里駅または阪急京都本線高槻市駅（一部の普通と後述の堺筋準急は京都河原町駅）まで相互直通運転を行っている。全列車が天神橋筋六丁目駅 - 天下茶屋駅間を通しで運転しており、堺筋線の途中駅を始発駅・終着駅とする区間列車は設定されていない。
線内折り返し
昼間は平日のみおおむね1時間あたり3本運行される。後述の阪急直通列車と合わせて1時間あたり9本（6分40秒間隔）の運行となる。現在は土曜・休日の昼間には運行がなく、かわりに後述の堺筋準急が1時間あたり3本運行されている。車両使用料の関係上、Osaka Metroの車両に加えて阪急の車両も使用される。列車の方向幕には阪急直通列車と同様に行き先の左に「普通」と表示される。2022年12月17日のダイヤ改正以前は1時間あたり6本が後述の阪急直通列車と交互に運行され、合わせて1時間あたり12本（5分間隔）の運行形態となっていた。
阪急直通普通列車
おおむね1時間あたり6本運行される。昼間は千里線北千里駅発着列車と京都本線高槻市駅発着列車が交互に運行されるが、朝・夜には千里線淡路駅・京都本線正雀駅・茨木市駅発着、朝・夕方に相川駅発、平日の朝（2019年1月19日以降）・夕方と土曜・休日の朝・夜には京都河原町駅発着の普通列車が運転されている。北千里駅発着列車は大阪梅田駅発着の京都本線普通と、京都本線直通列車は大阪梅田駅発着の千里線直通列車とそれぞれ淡路駅で接続することが考慮されている。原則として、京都河原町駅発着列車は通常阪急の車両のみで運行され、それ以外はOsaka Metro・阪急の双方の車両が使用される。
阪急直通準急列車（堺筋準急）

阪急線内で通過運転を行う優等列車として準急（堺筋準急）が設定されている。全列車が天下茶屋駅 - 京都河原町駅間で、平日は朝に天下茶屋行きのみ7本、夕方に京都河原町行きのみ7本が運行されている。土曜・休日は昼間に1時間あたり3本が運転され、先述の阪急直通普通列車と合わせて堺筋線内では1時間あたり9本（6分40秒間隔）の運行となる。原則としてすべて阪急の車両で運行される。堺筋線内では各駅に停車し、阪急線内では準急と同じ停車駅で運転される。かつて天下茶屋行きの列車は天神橋筋六丁目駅到着時に表示幕を準急から普通に変更していた。現在は表示幕を変更せず、そのまま堺筋線に直通する。ホームの自動放送による発車案内では天下茶屋行きも「準急天下茶屋行き」と案内されているが、ホームの駅員の肉声による放送と車内自動放送では単に「天下茶屋行き」と案内される。
2022年12月17日のダイヤ改正時点での運転間隔は概ね以下の通り。
平日
- 早朝：10分間隔
- 朝ラッシュ：3分30秒間隔
- 昼間：6分40秒間隔
  - 天神橋筋六丁目駅発着：20分間隔
  - 高槻市駅発着：20分間隔
  - 北千里駅発着：20分間隔

- 夕ラッシュ：3 - 4分間隔
- 夜間：5 - 8分間隔
- 深夜：12分間隔

土曜・休日
- 早朝：10分間隔
- 朝ラッシュ：5 - 7分間隔
- 昼間：6分40秒間隔
  - 堺筋準急京都河原町駅発着：20分間隔
  - 高槻市駅発着：20分間隔
  - 北千里駅発着：20分間隔

- 夕ラッシュ：5分間隔
- 夜間：5 - 8分間隔
- 深夜：12分間隔

2007年3月17日に行われたダイヤ改正で、従来運行されていた堺筋急行と堺筋快速急行は、ともに阪急線内の停車駅が増えた堺筋準急に変更となり、同時に平日夕方の天下茶屋発の運転区間は河原町（現在の京都河原町）行きから茨木市行きに短縮された（天下茶屋行きは従来通り河原町発と高槻市発）。平日夕方の天下茶屋発堺筋準急の運転区間は、2010年3月14日の阪急京都線ダイヤ改正で茨木市駅までから高槻市駅までに延長され、2013年12月21日の阪急京都線ダイヤ改正で河原町駅までに延長された。
また、土曜・休日の天下茶屋駅 - 京都河原町駅間直通の堺筋準急は2011年5月14日からの土曜・休日ダイヤで設定された（堺筋線内折り返しと阪急京都本線準急を統合した形で設定）。この関係で土曜・休日ダイヤ昼間時の運転間隔が5分から6分40秒になり本数が削減され、この時間帯での堺筋線内折り返し列車がなくなっている。
なお、2006年の今里筋線開業に伴い更新された車内掲示用路線図では、高槻市駅 - 河原町駅間が直通運転区間より省かれていたが、2011年5月以降は土曜・休日に河原町駅発着が設定されたことから、一部の駅や車両には「準急停車駅」を付け足したうえで直通運転区間に再び含めている。

### 臨時列車
1970年の日本万国博覧会開催期間中は会場アクセスとなる千里線直通の臨時列車が運行されていた。「阪急千里線#臨時列車」を参照。
2009年と2011年から2018年までの春・秋の行楽シーズンには天下茶屋駅 - 阪急嵐山線嵐山駅間に臨時直通列車が運転されていた。「阪急嵐山線#臨時列車」を参照。

## 車両
相互直通運転を行っているため、Osaka Metroと阪急電鉄の車両で運行されている。
Osaka Metroの車両の阪急線乗り入れ区間は、千里線全線と京都本線淡路駅 - 高槻市駅間であり、大阪梅田駅 - 淡路駅間と高槻市駅 - 京都河原町駅間へは原則として乗り入れない。ただし、過去には高槻市駅以遠にも乗り入れた実績があり、市営時代に60系が堺筋線開業30周年のイベント列車として桂駅まで乗り入れた例や、66系が導入時に阪急線地下線路試運転で河原町駅（現在の京都河原町駅）まで乗り入れた例、2009年に阪急との相互直通運転開始40周年のイベント列車および2011年の臨時列車で6両編成に減車して阪急嵐山線嵐山駅まで運転された例（「阪急嵐山線#臨時列車」参照）、2019年に相互直通運転開始50周年のイベント列車として66系リニューアル車両が桂駅まで運転された例がある。
一方、阪急車の堺筋線乗り入れ運用は3300系、5300系、7300系、8300系、1300系の8両編成が使用されている（7両編成は乗り入れない）。なお、9300系は車両規格上は乗り入れ可能であるが、堺筋線対応の機器が一部の編成にしか搭載されていないことや、特急運用が主体のセミクロスシート車であることから、現時点での乗り入れ運用はない。2300系（初代）・2800系は相互直通車両用の車両規格の制定前に製造されたため、前者は2015年、後者は2001年の運行終了まで乗り入れ実績はなかった。6300系は、相互直通車両用の車両規格の制定後の製造であるが、車体寸法が京都本線の諸施設が許す上限値一杯として設計されたため、車体構造上入線することができない。
堺筋線は阪急と相互乗り入れの都合上Osaka Metroの中で長堀鶴見緑地線、今里筋線と共に1車両片側3ドアである。それ以外のOsaka Metro各路線はいずれも1車両片側4ドアである。
2020年7月に、御堂筋線の10系の電機子チョッパ制御車がすべて廃車されたため、同年9月時点において、Osaka MetroでVVVF制御ではない車両（抵抗制御の阪急3300系、5300系、界磁チョッパ制御の阪急7300系の一部）が運用されている唯一の路線となっている。また、2016年に京成3500形が都営浅草線直通運用から撤退してからは日本の地下鉄路線で回生ブレーキのない抵抗制御車が乗り入れている最後の路線でもある。

### 自社車両
- 66系（1990年 - ）

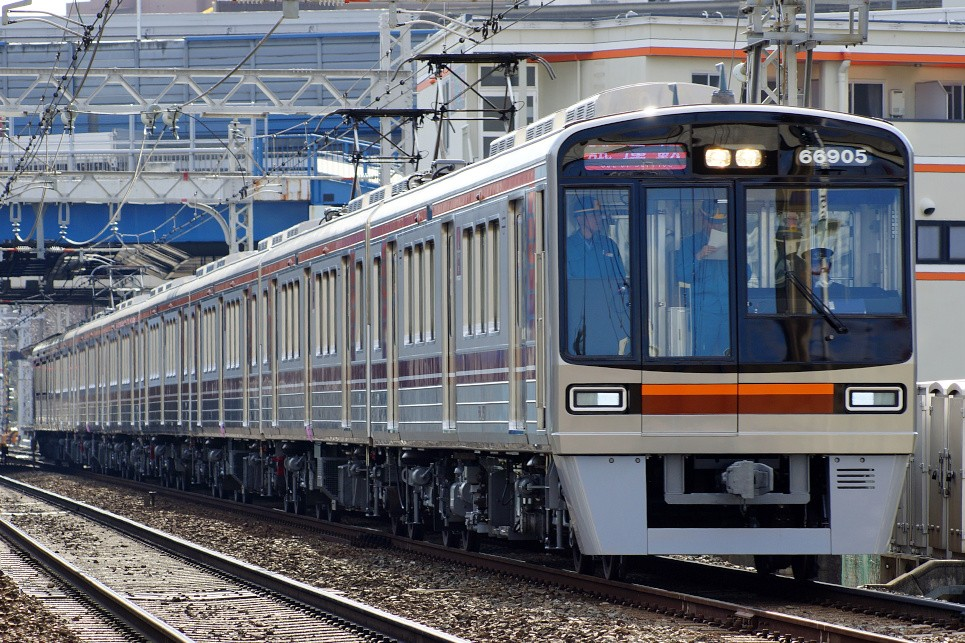
66系（更新車）
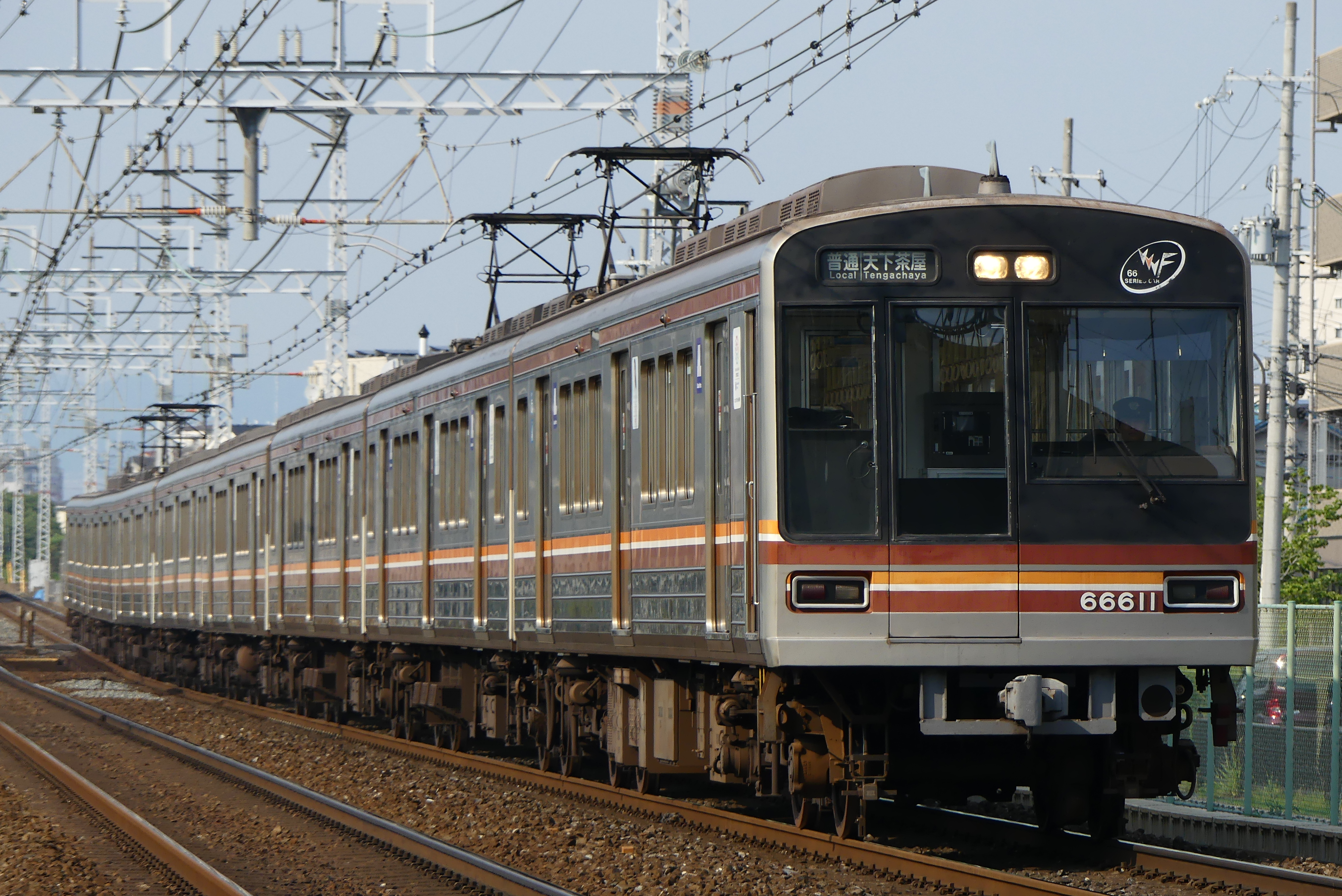
66系（未更新車）

### 過去の車両
大阪市交通局
- 60系（1969年 - 2003年）

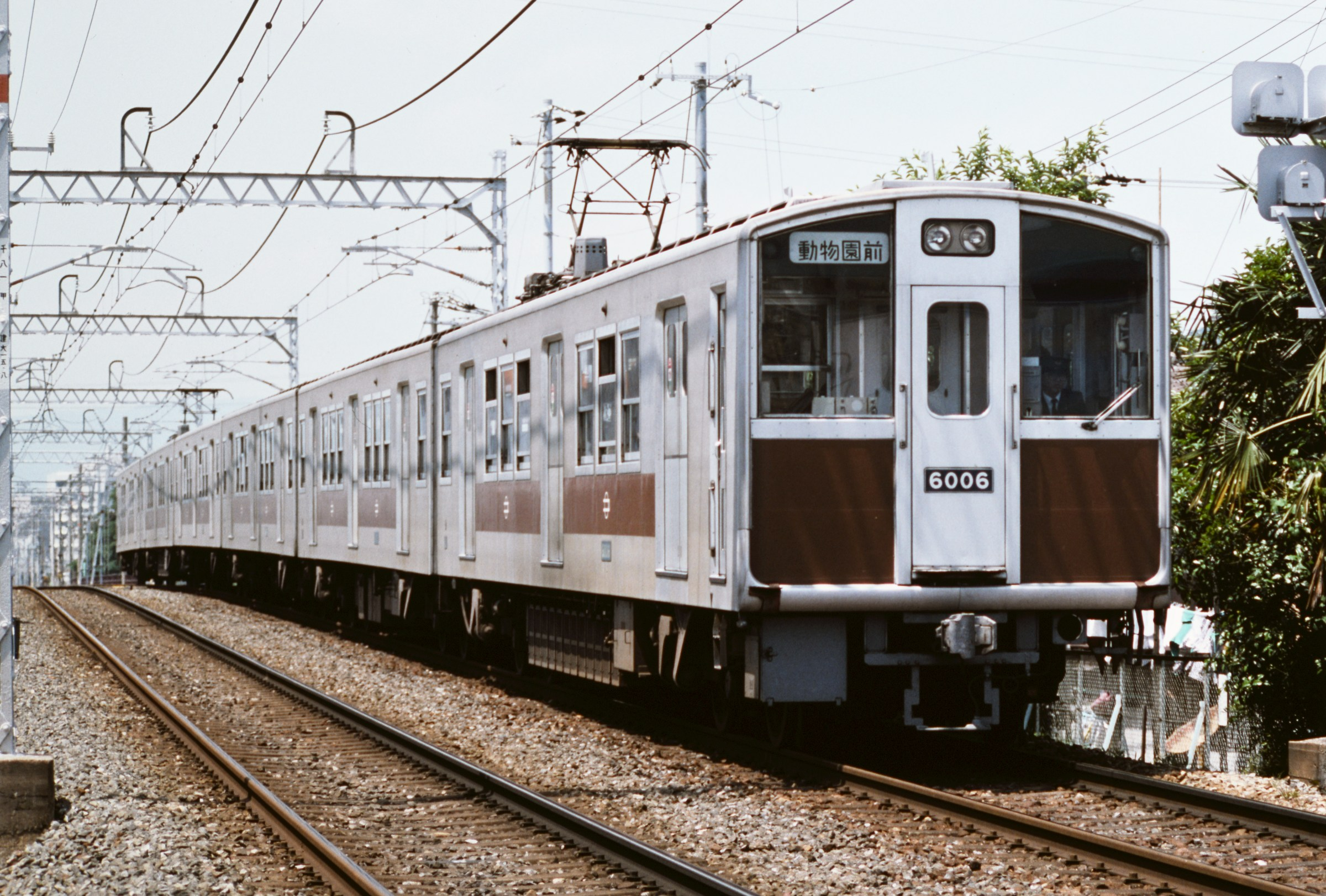
60系

### 乗り入れ車両
阪急電鉄
- 1300系（2014年 - ）
- 8300系（1989年 - ）
- 7300系（1989年 - ）
- 5300系（1979年 - ）
- 3300系（1969年 - ）

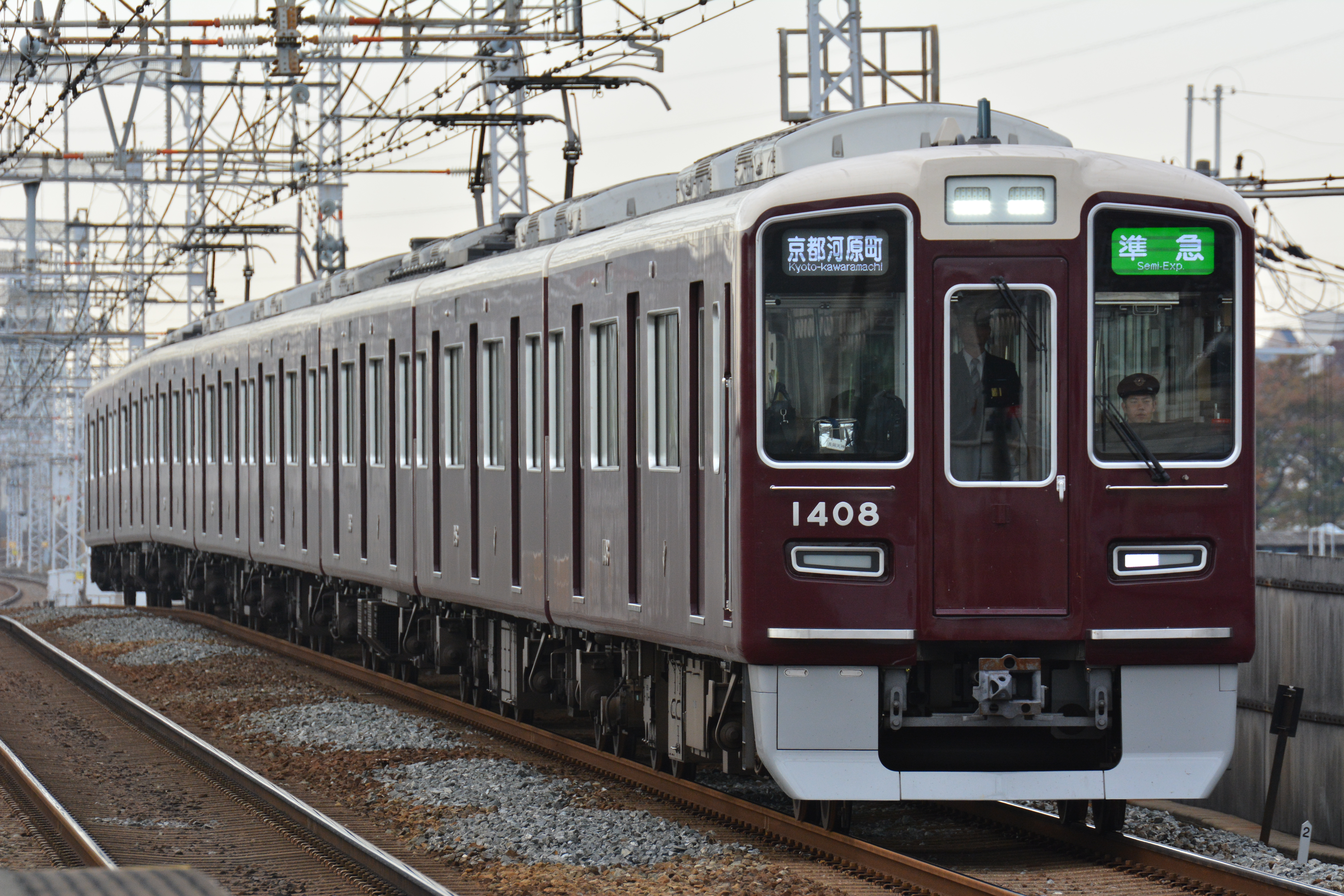
1300系
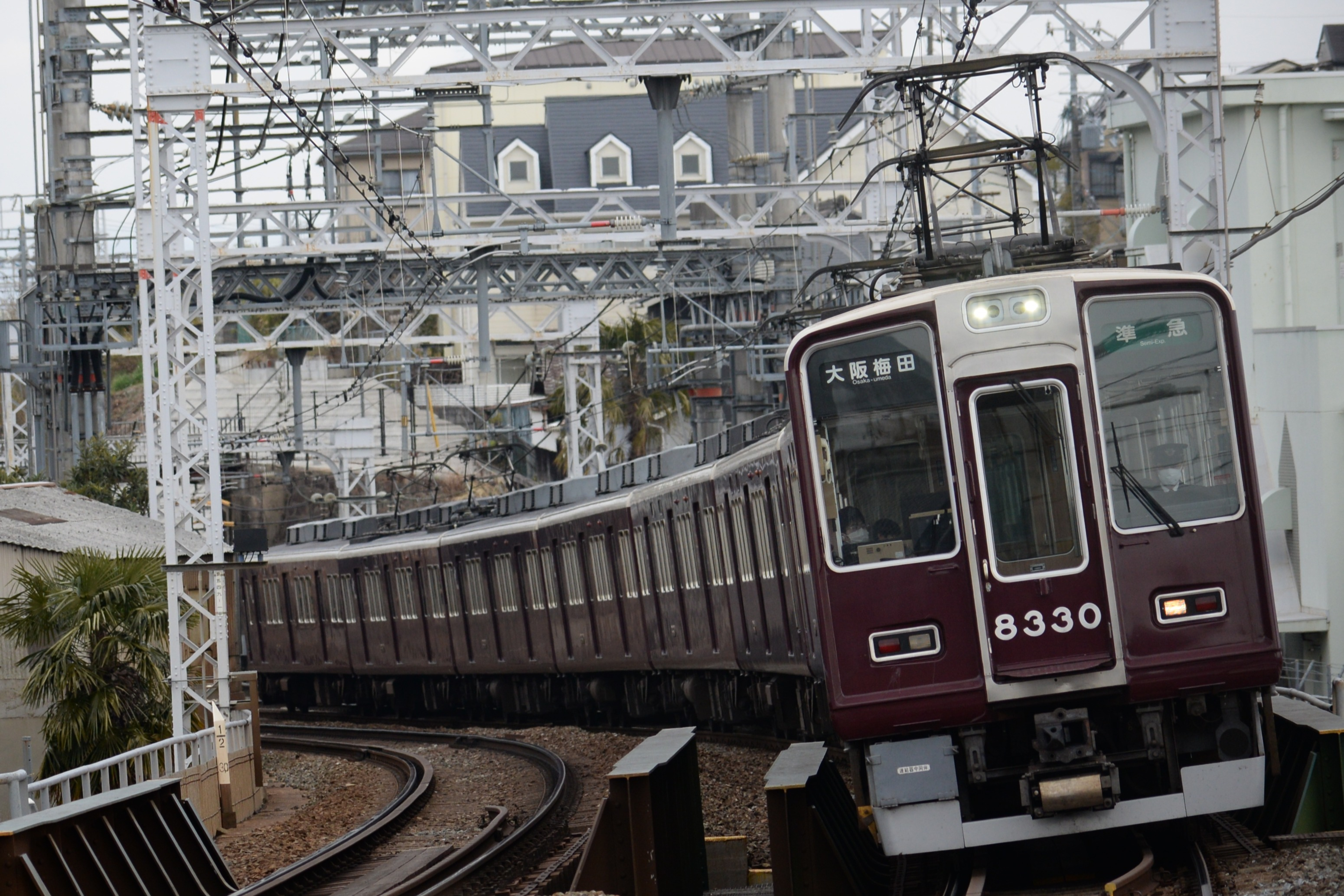
8300系
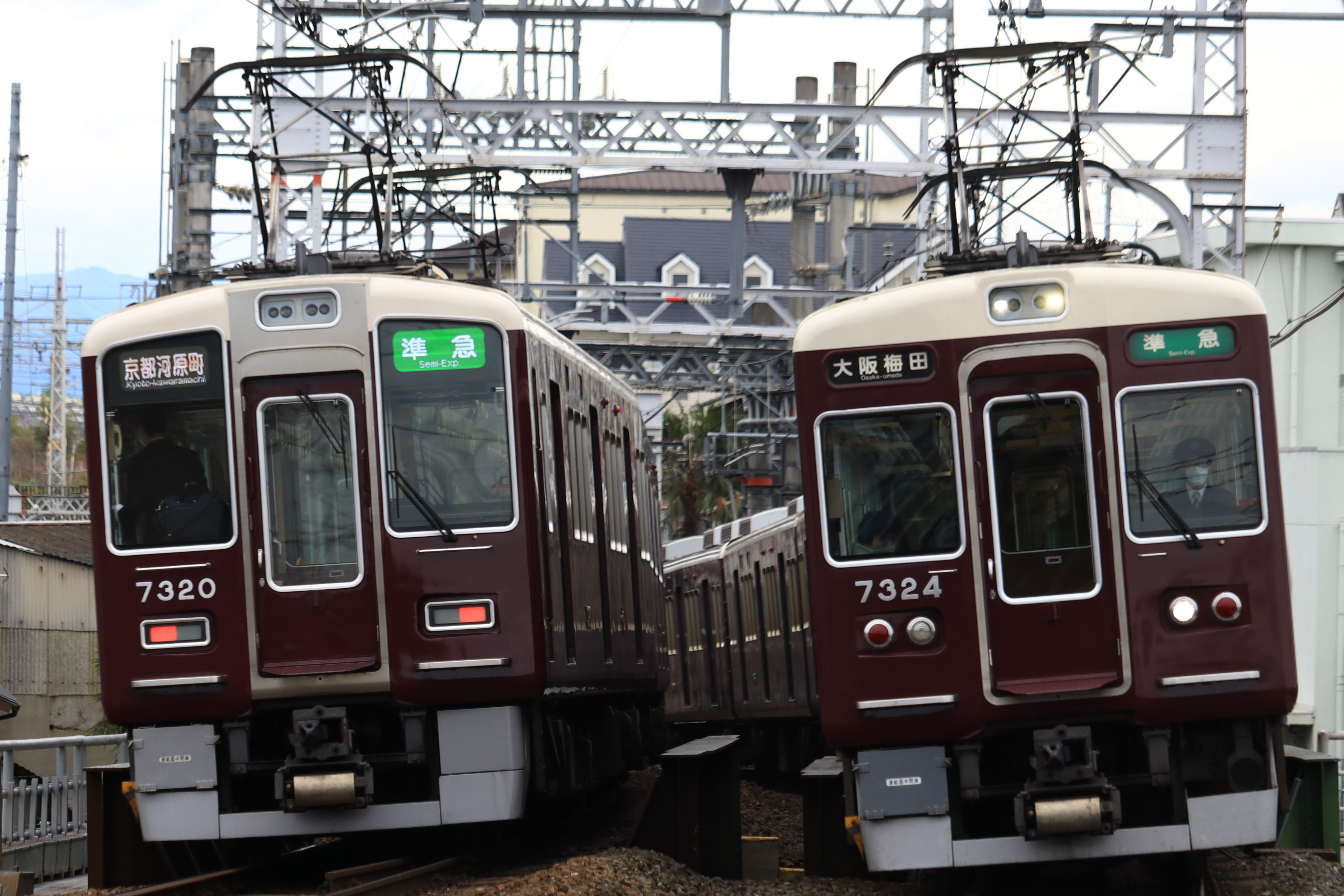
7300系
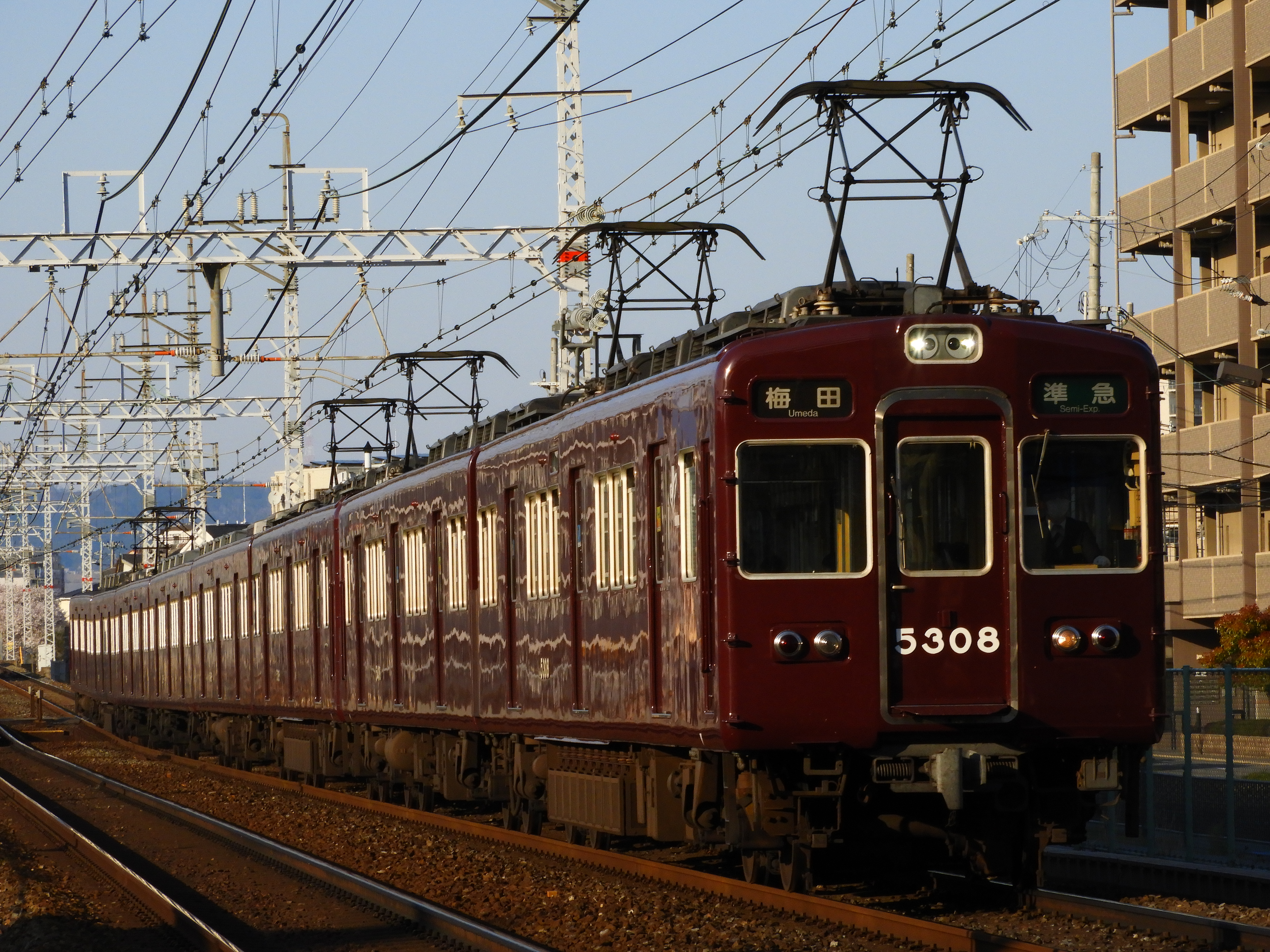
5300系
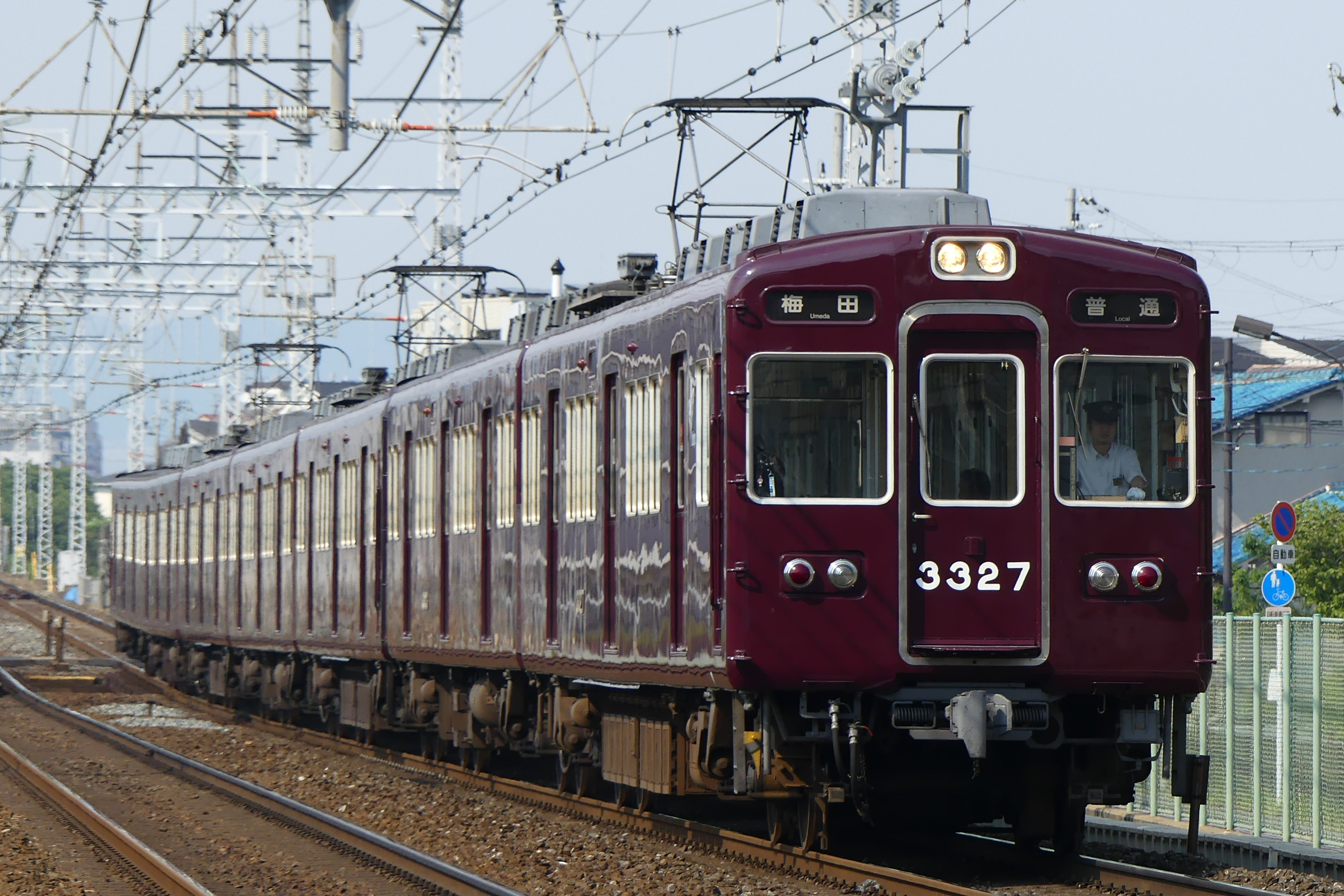
3300系

阪急の車両も、堺筋線内はOsaka Metroの車内自動放送が使用される。堺筋直通特急で運用される場合はOsaka Metroの車両・阪急の車両共に、車内自動放送は行われない。

## 車両基地
堺筋線の車両基地は自社線内になく、乗り入れ先の阪急京都本線正雀駅 - 相川駅間の吹田市南正雀に、東吹田検車場が設置されている。

## 堺筋線における携帯電話の扱い
Osaka Metroの前身の大阪市交通局では携帯電話のマナーを、優先座席付近では電源を切り、それ以外ではマナーモードに設定して通話を控えるよう呼び掛けていたが、この路線では他の路線と異なり阪急のルールに合わせていた。2007年10月まで、阪急電鉄では「全座席が優先座席」として座席譲りを呼び掛け、携帯電話の使用については一番前と一番後ろの車両を「携帯電話電源OFF車両」と称し、電源を切るように呼び掛けていた。この間も自局車両である66系のみ独自で優先座席の設置を継続したが、他の路線とは異なり「携帯電話電源OFF車両」以外では優先座席付近でも携帯電話の電源を切る必要がなかった。
しかし、阪急電鉄が同年10月29日から「全座席が優先座席」制度を廃止。他社線と同じく各車両に1か所ずつ優先座席を設置する形に戻した。それに合わせて、天下茶屋方先頭車の「携帯電話電源OFF車両」は廃止となったが、北千里・高槻市方先頭車（天下茶屋行きの場合は一番後ろの車両）は「携帯電話電源OFF車両」が継続され、該当車両以外では優先座席付近でも携帯電話の電源を切る必要がないということになっている。結果的に阪急車における取り扱いが自社の66系のそれに近いものとなった。
なお2014年6月25日に阪急が2014年7月15日に「携帯電話電源OFF車両」の設定を廃止することを発表した。また同日、大阪市交通局は同年7月1日から優先座席付近での携帯電話使用マナーを「混雑時には電源をお切りください」に変更することを発表した。

## 利用状況
路線距離はOsaka Metroの8路線の中で一番短いが、1日平均利用者数は御堂筋線、谷町線に次いで3番目に多い約31万人である（大阪市営地下鉄時代の2013年度）。
西日本の地下鉄5事業者全23路線でもOsaka Metro御堂筋線、名古屋市営地下鉄東山線、Osaka Metro谷町線、名古屋市営地下鉄名城線に次いで5番目に利用者が多い。
動物園前駅 - 天下茶屋駅間の延伸工事は、1984年に部分廃止された南海天王寺支線の今池町駅 - 天下茶屋駅間の鉄道用地を利用したが、複線トンネルを掘るスペースがなく、2層構造となったことで686億円（キロ当たり404億円）と高額な建設費になった。それに伴う償却負担が大きいことが原因となり、開業以降経常損益は赤字が続いていた。しかし営業成績は徐々に好転し、赤字額は平成19年度で5億8500万円にまで縮小し、平成20年度で約1億8000万円の黒字となった。
| 年度               | 収支状況         | 収支状況         | 収支状況         | 収支状況         | 収支状況         | 収支状況         | 収支状況         | 一日平均 輸送人員：人 | 特記事項 |
| 年度               | 経常収支：百万円 | 経常収支：百万円 | 経常収支：百万円 | 営業収支：百万円 | 営業収支：百万円 | 営業収支：百万円 | 営業収支：百万円 | 一日平均 輸送人員：人 | 特記事項 |
| 年度               | 収益             | 費用             | 収支差引         | 収益             | 費用             | 収支差引         | 営業係数         | 一日平均 輸送人員：人 | 特記事項 |
| ------------------ | ---------------- | ---------------- | ---------------- | ---------------- | ---------------- | ---------------- | ---------------- | --------------------- | -------- |
| 2002年（平成14年） |                  |                  |                  |                  |                  |                  |                  | 315,000               |          |
| 2005年（平成17年） |                  |                  |                  |                  |                  |                  |                  | 304,122               |          |
| 2006年（平成18年） | 11,268           | 14,194           | △ 2,926          |                  |                  |                  |                  |                       |          |
| 2007年（平成19年） | 13,174           | 13,759           | △ 585            | 12,363           | 10,908           | 1,455            | 88.2             | 311,166               |          |
| 2008年（平成20年） | 13,294           | 13,114           | 180              | 12,415           | 10,499           | 1,916            | 84.6             | 313,121               |          |
| 2009年（平成21年） | 13,429           | 12,625           | 804              | 12,339           | 10,153           | 2,186            | 82.3             | 314,684               |          |
| 2010年（平成22年） | 13,293           | 12,351           | 942              | 12,196           | 9,786            | 2,410            | 80.2             | 310,924               |          |
| 2011年（平成23年） | 12,467           | 12,904           | △ 437            | 11,800           | 10,742           | 1,058            | 91.0             | 304,252               |          |
| 2012年（平成24年） | 12,096           | 11,417           | 679              | 11,870           | 9,790            | 2,080            | 82.5             | 305,081               |          |
| 2013年（平成25年） | 12,251           | 11,157           | 1,094            | 12,065           | 9,780            | 2,285            | 81.1             | 308,855               |          |
| 2014年（平成26年） | 12,621           | 10,960           | 1,661            | 11,985           | 9,728            | 2,257            | 81.2             | 313,289               |          |
| 2015年（平成27年） | 12,962           | 10,836           | 2,126            | 12,293           | 9,708            | 2,585            | 79.0             | 323,000               |          |
| 2016年（平成28年） | 13,240           | 10,823           | 2,417            | 12,639           | 9,783            | 2,856            | 77.4             | 331,000               |          |
| 2017年（平成29年） | 13,570           | 10,310           | 3,260            | 12,898           | 9,421            | 3,477            | 73.0             | 342,000               |          |

## 歴史
新京阪鉄道および京阪電気鉄道は、1925年の新京阪線天神橋駅（天神橋筋六丁目） - 淡路駅間の開業後、新京阪線を天神橋駅からさらに梅田駅方面へ延長することを目指していたが実現しなかった（「京阪梅田線」を参照）。1943年に阪神急行電鉄と京阪電気鉄道が合併したことで新京阪線は京阪神急行電鉄（阪急）の路線となり、1949年に京阪電気鉄道が分離した際に新京阪線は阪急に残って京都本線と改称、1959年に天神橋駅 - 淡路駅間は千里山線（現在の千里線）の一部となった。
1958年3月28日に出された都市交通審議会答申第3号では、郊外私鉄の大阪市中心部乗り入れが認められた。この答申では阪急千里山線の国鉄城東線（現在の大阪環状線）天満駅までの延長のほか、事業主体を特定していないものの、交通需要の変化等に対応して慎重な考慮を加える必要のある「その他の路線」の一つとして、「国鉄天満駅附近より堺筋を経て動物園附近に至るもの」が掲げられていた。翌1959年、阪急は千里山線を国鉄天満駅まで延長する免許を取得したが、大阪市営地下鉄第6号線（堺筋線）の計画進捗に伴い1966年に失効した。
1962年、都市交通審議会の大阪部会から「大阪市高速鉄道第1号線の輸送限界に対処する方策について」という中間決定事項が出され、輸送需要の増大で、最混雑区間のピーク混雑度が300%に達するようになった1号線（御堂筋線）の混雑緩和策として、1号線に平行して3号線（四つ橋線）の梅田付近への延長と、天神橋 - 天下茶屋間の新線建設を緊急に行うよう提言され、大阪市でもこれらの路線を盛り込んだ計画が決定された。
1962年に大阪市営地下鉄第6号線が天神橋筋六丁目 - 天下茶屋間で計画された当初、南海電気鉄道と乗り入れるか、阪急と乗り入れるかが協議されたが、吹田市で万国博覧会が開催されることが決まったため、阪急と直通することになった。両社の軌間（阪急は 1435 mm、南海は 1067 mm。また当時は架線電圧も阪急は 1500 V、南海は1973年まで 600 V と異なっていた）が異なることから、阪急千里線を狭軌に改軌するか、三線軌条ないしは四線軌条を採用して、両者の電車を直通させる案も出たが、コスト面や車両規格の相違、工事期間中に対象区間を運休させる必要が生じることなどから採用されなかった。なお、南海とは南海新今宮駅に近い動物園前駅で徒歩連絡しているほか、1993年からは天下茶屋駅で連絡している（1996年から同駅に南海本線および南海高野線の一部の優等列車が、2003年からは全列車が停車）。

### 年表
- 1969年（昭和44年）12月6日：天神橋筋六丁目駅 - 動物園前駅間 (7.0 km) が開業。ATC・列車集中制御装置 (CTC) を採用。60系・阪急3300系電車による5両編成運転。阪急千里線・京都本線と相互直通運転開始。
- 1975年（昭和50年）5月8日：ラインカラー導入開始。
- 1979年（昭和54年）
  - 3月4日：6両編成での運転を開始。
  - 3月5日：動物園前駅 - 阪急京都本線 河原町駅（現在の京都河原町駅）間で平日朝夕に堺筋急行を運転開始（堺筋線初の8両編成運用）。同列車で阪急5300系電車乗り入れ開始。
- 1989年（平成元年）12月16日：阪急7300系、8300系電車の乗り入れ、および5300系電車の普通列車としての乗り入れを開始。
- 1990年（平成2年）8月1日：66系電車運用開始。
- 1992年（平成4年）8月1日：車内放送を自動化（阪急車含む）。
- 1993年（平成5年）
  - 2月21日：堺筋急行運用編成以外の8両編成化開始。
  - 3月4日：動物園前駅 - 天下茶屋駅間 (1.5 km) が開業し全通[23]。
  - 10月7日：8両編成化完了。
  - 12月31日：大晦日の終夜運転実施開始。
- 2001年（平成13年）3月24日：夕方の堺筋急行を堺筋快速急行に変更。
- 2003年（平成15年）：60系運用終了。
- 2007年（平成19年）3月17日：堺筋急行・堺筋快速急行に代わり、堺筋準急を運転開始[24]。
- 2009年（平成21年）5月16日・17日：嵐山駅までの臨時列車が初めて運転される。なお嵐山線のホーム長の関係で列車は阪急8300系の6両編成で運転された[25]。
- 2011年（平成23年）
  - 3月26日：運転指令機能を輸送指令所に移転。それに伴って自動接近放送を中央線と同様のタイプの様式に更新。英語放送も同時に追加される。
  - 5月14日：土曜・休日にも天下茶屋駅 - 河原町駅間直通列車を運転開始。
- 2013年（平成25年）12月21日：ダイヤ改正により、朝ラッシュ時の運転間隔を2分45秒 - 3分間隔から3分間隔に均一化し、朝のラッシュ時間帯を13 - 14分間拡大。天下茶屋発正雀行きの終電を約42分繰り下げて、天下茶屋0:18発とする。北千里発天下茶屋行きの終電を約31分繰り下げて、天神橋筋六丁目0:06発とする。
- 2014年（平成26年）7月9日：阪急1300系電車が乗り入れ開始。
- 2018年（平成30年）4月1日：大阪市営地下鉄の民営化により、大阪市高速電気軌道 (Osaka Metro) の路線となる。
- 2020年（令和2年）2月29日：堺筋本町駅で可動式ホーム柵の運用が開始[26]。
- 2023年（令和5年）3月5日：天神橋筋六丁目駅で可動式ホーム柵の運用が開始され、これにより堺筋線全駅で整備が完了[27]。

※上記のキロ数は実キロ

## 未完の構想・答申・計画路線
区間は構想・答申・計画が出された時点において未完のものを示す。
都市交通審議会答申3号（1958年3月28日）
- 区間：天神橋筋六丁目 - 天満
  - 建設主体：京阪神急行電鉄
  - 答申内容：慎重な考慮を加える必要がある路線。

- 区間：天満駅 - 堺筋 - 動物園前

都市交通審議会答申7号（1963年3月29日）
- 区間：天神橋筋六丁目 - 扇町 - （堀川経由） - 北浜 - 天下茶屋
  - 答申内容：最も緊急に、1968年度までに整備すべき路線。

- 区間：北浜 - 梅田
  - 答申内容：技術的問題その他に付きさらに検討の上で決定すべき路線。

都市交通審議会答申13号（1971年12月8日）
- 区間：天下茶屋 - 杉本町 - 中百舌鳥
  - 答申内容：1985年を目標に新設すべき路線。
  - この計画は堺市側の要望や、御堂筋線の輸送力増強に伴い新車両基地（中百舌鳥検車場）の建設を必要としていたこともあり、御堂筋線の中百舌鳥延伸に代替される形で消滅した。

鉄道網整備調査委員会（大阪府・大阪市の合同構想 1982年2月）
- 区間：天下茶屋 - 杉本町
  - キロ程：6 km

## 駅一覧
- 全駅大阪府大阪市内に所在。準急は堺筋線内の各駅に停車、阪急線内の停車駅は「阪急千里線」・「阪急京都本線」を参照。

| 駅番号             | 駅名                    | 駅間 営業 キロ     | 累計 営業 キロ     | 累計 実キロ        | 接続路線 | 所在地                                                                                                |
| ------------------ | ----------------------- | ------------------ | ------------------ | ------------------ | --- | --- |
| 阪急線直通運転区間 | 阪急線直通運転区間      | 阪急線直通運転区間 | 阪急線直通運転区間 | 阪急線直通運転区間 | ○普通…千里線北千里駅・千里線経由京都本線高槻市駅まで。一部は京都河原町駅まで。 ○準急…京都河原町駅まで | ○普通…千里線北千里駅・千里線経由京都本線高槻市駅まで。一部は京都河原町駅まで。 ○準急…京都河原町駅まで |
| K11                | 天神橋筋六丁目駅        | -                  | 0.0                | 0.0                | 阪急電鉄： 千里線〈直通運転：上記参照〉 大阪市高速電気軌道： 谷町線 (T18) | 北区                                                                                                  |
| K12                | 扇町駅                  | 0.7                | 0.7                | 0.7                | 西日本旅客鉄道： 大阪環状線…天満駅 (JR-O10) | 北区                                                                                                  |
| K13                | 南森町駅                | 0.6                | 1.3                | 1.3                | 大阪市高速電気軌道： 谷町線 (T21) 西日本旅客鉄道： JR東西線…大阪天満宮駅 (JR-H43) | 北区                                                                                                  |
| K14                | 北浜駅                  | 0.8                | 2.1                | 2.3                | 京阪電気鉄道： 京阪本線 (KH02)・ 中之島線…なにわ橋駅 (KH51) | 中央区                                                                                                |
| K15                | 堺筋本町駅 （船場東）   | 0.9                | 3.0                | 3.2                | 大阪市高速電気軌道： 中央線 (C17) | 中央区                                                                                                |
| K16                | 長堀橋駅                | 1.0                | 4.0                | 4.1                | 大阪市高速電気軌道： 長堀鶴見緑地線 (N16) | 中央区                                                                                                |
| K17                | 日本橋駅                | 0.9                | 4.9                | 4.9                | 大阪市高速電気軌道： 千日前線 (S17) 近畿日本鉄道：A 難波線…近鉄日本橋駅 (A02) | 中央区                                                                                                |
| K18                | 恵美須町駅 （日本橋筋） | 1.0                | 5.9                | 6.1                | 阪堺電気軌道：■ 阪堺線 (HN51) | 浪速区                                                                                                |
| K19                | 動物園前駅 （新世界）   | 0.7                | 6.6                | 7.0                | 大阪市高速電気軌道： 御堂筋線 (M22) 西日本旅客鉄道： 大阪環状線 (JR-O19)・ 関西本線（大和路線 (JR-Q19)）…新今宮駅 南海電気鉄道： 南海本線・ 高野線…新今宮駅 (NK03) 阪堺電気軌道：■ 阪堺線…新今宮駅前停留場 (HN52) | 西成区                                                                                                |
| K20                | 天下茶屋駅              | 1.5                | 8.1                | 8.5                | 南海電気鉄道： 南海本線・ 高野線(NK05) | 西成区                                                                                                |

1. 1 2  その駅へ乗り入れている運転系統としての「高野線」。

- 堺筋線と直通運転する阪急千里線との連絡乗車券を購入した場合、天神橋筋六丁目駅経由と指定されているため、梅田駅（東梅田駅・西梅田駅含む）と西中島南方駅（南方駅）では直接乗り継ぎできない。

## 輸送実績

### 堺筋線利用分
| 調査年月日     | 乗車人員（人） | 乗車人員（人） | 乗車人員（人） | 降車人員（人） | 降車人員（人） | 降車人員（人） |
| 調査年月日     | 定期利用       | 定期外利用     | 合計           | 定期利用       | 定期外利用     | 合計           |
| -------------- | -------------- | -------------- | -------------- | -------------- | -------------- | -------------- |
| 1998年11月10日 | 139,937        | 135,103        | 275,040        | 140,555        | 129,222        | 269,777        |
| 2007年11月13日 | 75,720         | 93,273         | 168,993        | 73,414         | 95,200         | 168,614        |

### 相互直通運転区間利用分
以下は、地下鉄堺筋線との相互直通運転区間である阪急千里線の天神橋筋六丁目駅 - 淡路駅 - 北千里駅間、ならびに阪急京都本線の淡路駅 - 京都河原町駅間を利用した輸送人員である。
| 調査年月日     | 乗車人員（人） | 乗車人員（人） | 乗車人員（人） | 降車人員（人） | 降車人員（人） | 降車人員（人） |
| 調査年月日     | 定期利用       | 定期外利用     | 合計           | 定期利用       | 定期外利用     | 合計           |
| -------------- | -------------- | -------------- | -------------- | -------------- | -------------- | -------------- |
| 1998年11月10日 | 40,777         | 22,796         | 63,573         | 39,401         | 24,198         | 63,599         |
| 2007年11月13日 | 35,306         | 27,701         | 63,007         | 31,355         | 32,490         | 63,845         |

## 駅別乗車人員
| 1998年11月10日調査結果 | 1998年11月10日調査結果 | 1998年11月10日調査結果 | 1998年11月10日調査結果 | 1998年11月10日調査結果 | 1998年11月10日調査結果 | 1998年11月10日調査結果 | 1998年11月10日調査結果 |
| 駅名                   | 乗車人員（人）         | 乗車人員（人）         | 乗車人員（人）         | 降車人員（人）         | 降車人員（人）         | 降車人員（人）         | 備考                   |
| 駅名                   | 定期利用               | 定期外利用             | 合計                   | 定期利用               | 定期外利用             | 合計                   | 備考                   |
| ---------------------- | ---------------------- | ---------------------- | ---------------------- | ---------------------- | ---------------------- | ---------------------- | ---------------------- |
| 天神橋筋六丁目         | 9,707                  | 8,765                  | 18,472                 | 9,939                  | 9,146                  | 19,085                 |                        |
| 扇町                   | 2,254                  | 4,643                  | 6,897                  | 2,832                  | 4,632                  | 7,464                  |                        |
| 南森町                 | 8,930                  | 9,237                  | 18,167                 | 9,425                  | 10,344                 | 19,769                 |                        |
| 北浜                   | 17,469                 | 18,953                 | 36,422                 | 17,895                 | 17,261                 | 35,156                 |                        |
| 堺筋本町               | 18,733                 | 18,643                 | 37,376                 | 19,980                 | 19,569                 | 39,549                 |                        |
| 長堀橋                 | 8,319                  | 9,671                  | 17,990                 | 9,108                  | 10,895                 | 20,003                 |                        |
| 日本橋                 | 15,937                 | 17,575                 | 33,512                 | 15,756                 | 14,649                 | 30,405                 |                        |
| 恵美須町               | 4,026                  | 7,962                  | 11,988                 | 4,680                  | 7,643                  | 12,323                 |                        |
| 動物園前               | 3,733                  | 4,256                  | 7,989                  | 2,699                  | 3,146                  | 5,845                  |                        |
| 天下茶屋               | 10,052                 | 12,602                 | 22,654                 | 8,840                  | 7,739                  | 16,579                 |                        |

| 2007年11月13日調査結果 | 2007年11月13日調査結果 | 2007年11月13日調査結果 | 2007年11月13日調査結果 | 2007年11月13日調査結果 | 2007年11月13日調査結果 | 2007年11月13日調査結果 | 2007年11月13日調査結果 |
| 駅名                   | 乗車人員（人）         | 乗車人員（人）         | 乗車人員（人）         | 降車人員（人）         | 降車人員（人）         | 降車人員（人）         | 備考                   |
| 駅名                   | 定期利用               | 定期外利用             | 合計                   | 定期利用               | 定期外利用             | 合計                   | 備考                   |
| ---------------------- | ---------------------- | ---------------------- | ---------------------- | ---------------------- | ---------------------- | ---------------------- | ---------------------- |
| 天神橋筋六丁目         | 9,967                  | 16,504                 | 26,471                 | 9,537                  | 14,708                 | 24,245                 | 谷町線を含む           |
| 扇町                   | 2,084                  | 4,687                  | 6,771                  | 2,529                  | 5,094                  | 7,623                  |                        |
| 南森町                 | 16,831                 | 24,297                 | 41,128                 | 17,663                 | 24,123                 | 41,786                 | 谷町線を含む           |
| 北浜                   | 12,025                 | 19,537                 | 31,562                 | 12,970                 | 19,482                 | 32,452                 |                        |
| 堺筋本町               | 22,257                 | 31,304                 | 53,561                 | 24,779                 | 34,731                 | 59,510                 | 中央線を含む           |
| 長堀橋                 | 8,298                  | 13,726                 | 22,024                 | 9,522                  | 15,651                 | 25,173                 | 長堀鶴見緑地線を含む   |
| 日本橋                 | 13,458                 | 22,510                 | 35,968                 | 13,415                 | 21,729                 | 35,144                 | 千日前線を含む         |
| 恵美須町               | 2,800                  | 7,067                  | 9,867                  | 3,174                  | 7,262                  | 10,436                 |                        |
| 動物園前               | 3,764                  | 9,087                  | 12,851                 | 3,484                  | 8,372                  | 11,856                 | 御堂筋線を含む         |
| 天下茶屋               | 15,207                 | 20,555                 | 35,762                 | 13,864                 | 15,221                 | 29,085                 |                        |

## その他
- 天下茶屋駅では南海電気鉄道と接続してはいるものの、2012年4月1日から2023年9月30日まで発売していた同社との共同企画乗車券「関空ちかトクきっぷ」は、天下茶屋駅での乗り換えでは利用できなかった（難波駅以外では乗り換えができなかった）[28]。